# Origem da Lua

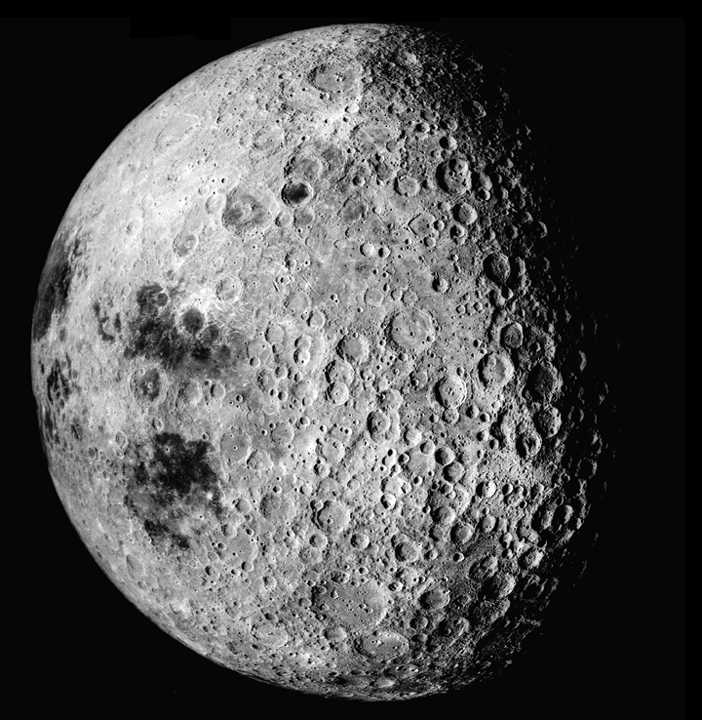
O lado oculto da Lua, com numerosa quantidade de crateras

A origem da Lua se refere a qualquer das várias explicações para a formação da Lua, satélite natural da Terra. As cinco teorias mais consideradas ao longo do tempo são:
- A Lua se formou distante da Terra e foi se aproximando a partir daí.
- A Terra e a Lua condensaram a partir da mesma nuvem protoplanetária inicial.
- A Lua separou-se da Terra, mas foi formada dentro dela, possivelmente no "buraco" que hoje é ocupado pelo oceano Pacífico.
- Os planetesimais que bombardearam a Terra nos estágios primordiais do Sistema Solar colidiram e formaram a Lua a partir dos restos da colisão.
- Um grande planetesimal, possivelmente da massa de Marte, colidiu com a Terra e arrancou uma grande massa de matéria que formou um disco em torno e formou a Lua a partir dele.

A principal teoria tem sido a hipótese do grande impacto entretanto as pesquisas continuam nesta área e existem variações e alternativas. Uma teoria de 2017 propõe que a Lua é feita de mini-luas. Uma amálgama de mini-luas explica por que a lua tem uma composição química terrestre. Outros cenários propostos incluem teorias de colisão planetesimal ou asteróides, Uma teoria que propõe, em vez de uma única colisão colossal, que uma série de impactos criou luas em miniatura em grande parte a partir de material terrestre. Essas mini luas se fundiram ao longo do tempo para formar uma grande lua.
A hipótese do grande impacto sugere que um corpo do tamanho de Marte denominado Theia se chocou com a Terra, criando grande anel de fragmentos em volta da Terra que então formou o sistema Terra-Lua. Todavia, a razão dos isótopos do oxigênio lunares parece ser idêntica a terrestre. Estas razões isotópicas, que podem ser medidas com bastante precisão, levam a uma assinatura distinta e única para cada corpo do sistema solar. Se Theia foi um protoplaneta em separado, teria provavelmente levado a uma assinatura isotópica diferente da Terra, assim como o material ejetado. Além disso, a razão de isótopos de titânio lunares (50Ti/47Ti) parecem tão próximas da terrestres que pouco ou sequer nada da massa de um corpo colidido poderia ter sido parte da Lua.  Novos estudos aprimoram teorias, pois mostram como Terra e Lua são muito mais parecidas do que se acreditava.